# Heilige en Militaire Orde van Sint-Stefanus Paus en Martelaar
De legers van Cosimo de Medici, aangevoerd door maarschalk Strozzi wonnen op 2 augustus 1554 een veldslag bij Montemurlo. Ter herinnering aan deze overwinning op de feestdag van de heilig verklaarde Paus Stefanus I de Martelaar stichtte de Toscaanse groothertog een Militaire Ridderorde onder de naam Heilige en Militaire Orde van Sint-Stefanus Paus en Martelaar (Italiaans: "Ordine di Santo Stefano Papa e Martire").
De Orde had militaire doelen: het tegengaan van piraterij op de in die tijd door piraten geteisterde Middellandse Zee, het bevrijden van slaven uit gevangenschap in Noord-Afrika en het verdedigen van de Katholieke Kerk. Net als de Spaanse voorbeelden en de Orde van Malta nam de orde ook een regel aan, men koos voor die van Benedictus.

## Geschiedenis

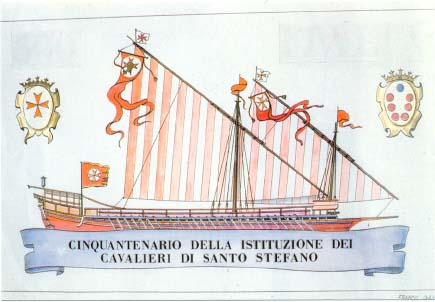
Galei onder de vlag van de Orde van Sint-Stephanus in de 17e eeuw.

Vlag van de galeien van de Orde van Sint-Stefanus, 1562-einde van de 18e eeuw.

De Orde werd door Paus Pius IV erkend en de Paus bevestigde in zijn breve "Eximiae devotionis" en de bullen "His, quae pro Religionis propagatione" van 1 februari 1562 en "Altitudo divinae providentiae" van 5 juni van dat jaar dat de orde onder de regel der Benedictijnen zou vallen en de Toscaanse groothertog "ad personam" en met recht van opvolging in zijn geslacht Grootmeester zou zijn. Het Grootmeesterschap is dus niet verbonden aan het groothertogdom Toscane maar aan de familie Medici. De Orde van Sint-Stephanus vestigde zich op Elba en in Pisa en was een groot succes, de galeien van de orde vochten bij Lepanto in de beslissende zeeslag en in 1678 had de orde al 6000 christelijke en 9000 andere slaven uit hun kerkers of van de galeien bevrijd.
In 1684 verdedigden de Ridders van Sint-Stephanus Venetië met succes tegen een Turkse aanval.
In de loop van de 18e eeuw namen de activiteiten van de orde zienderogen af. In 1719 slaagde de orde er niet meer in om nog galeien te bemannen en zij verloor in dat jaar officieel haar militaire karakter. De orde bezat nog wel op (zeevaart)scholen. Op 9 april 1809 hief Napoleon, Koning van Italië, de orde op. De commanderijen werden teruggegeven aan de families die ze ooit hadden gesticht
Het door Cosimo de Medici ingestelde systeem heeft bijzonder goed gewerkt; in de late 18e eeuw beschikte de orde over 23 priorijen, 35 baljuws en meer dan honderd commanderijen "jus patronatus".
Omwille van het prestige melden veel edelen zich aan en families zagen in het vestigen van balijen een mogelijkheid om majoraatsgoederen voor hun zonen te creëren. Deze bleven dan, zo hoopte men, eeuwig in de familie omdat een dergelijk goed niet kan worden verkocht of verpand.
Wanneer een ridder in spe niet over voldoende kwartieren beschikte werd hem de mogelijkheid geboden om 2000 scudi per ontbrekend kwartier te betalen. Een rijke landbezitter zonder adeldom kon een commanderij met een inkomen van minstens 50 000 scudi vestigen. Dan verwierf hij adeldom en werd hij in de orde opgenomen.
In 1817 hervormde groothertog Ferdinand III, opvolger van de Medici-groothertogen, de orde. Hij stelde nieuwe rangen in en bepaalde dat de ridders katholiek moesten zijn en acht kwartieren adel moesten kunnen aantonen.
Op 16 november 1859 vaardigde de regering van Sardinië dat Toscane had veroverd een decreet uit dat de orde ophief. De kleine commenden werden in pensioenen omgezet en de landgoederen vielen weer toe aan de families die ze ooit hadden afgestaan. De verdreven Groothertog erkende deze opheffing niet. Hij kon met recht stellen dat een religieuze instelling niet door een wereldlijke overheid kon worden opgeheven.

### De Orde van Sint-Stephanus in de 19e en 20e eeuw
De groothertogen van Toscane gingen in ballingschap in Wenen waar zij zich grootmeesters van de orde bleven noemen. De meeste opeenvolgende titulaire grootmeester droegen de versierselen van de orde en verleenden deze ook op bescheiden schaal. Van een grotere reorganisatie en een nieuw begin van de orde kwam, door de Eerste Wereldoorlog en door tegenwerking van Hitler die de Habsburgers verafschuwde, jarenlang niets. De Italiaanse regering stichtte als aandenken aan de orde een zeevaartschool, de "l'Accademia di Marina dei Cavalieri di Santo Stefano".
De orde zelf werd op de lijst van "niet gouvernementele Italiaanse ridderorden" opgenomen wat inhoudt dat Italianen, ook ambtenaren en militairen, haar mogen dragen. Op aandringen van Toscaanse edelen werd de orde in de jaren 90 van de 20e eeuw weer actiever. Er werden heren en dames in diverse rangen benoemd en de orde komt in Pisa bijeen onder leiding van haar actieve jonge Grootmeester, de in 1966 geboren Aartshertog Sigismund van Oostenrijk, Prins van Toscane, de huidige Grootmeester van de Heilige en Militaire Orde van Sint-Stephanus Paus en Martelaar. De orde heeft ongeveer 80 ridders.
Het ontbreekt de orde vooralsnog aan financiële middelen en ook een duidelijk werkgebied ontbreekt.

## Graden
De orde bestond, net als de Orde van Malta, uit meerdere graden:
- ridders, onderverdeeld in de:
  - Dienende Ridders (Italiaans: "Cavalieri Serventi"). Zij moesten de adeldom van grootvaders aan vaderszijde kunnen aantonen. De voorouders van vaderskant moesten ieder vijf generaties adeldom bezitten. Aan de moederszijde van de stamboom werden minder hoge eisen gesteld; de moeder moest van adel zijn en vier van de acht kwartieren van de moeder moesten adeldom bezitten. De Dienende Ridder s bezaten prebenden of commanderieën die "Recettorie" werden genoemd.
  - Ridders.
- Militaire Ridders van Justitie, (Italiaans: "Cavalieri Militi") moesten de adeldom van grootvaders aan vaderszijde kunnen aantonen. De voorouders van vaderskant moesten ieder vijf generaties adeldom bezitten.Aan de moederszijde van de stamboom werden minder hoge eisen gesteld; de moeder moest van adel zijn en vier van de acht kwartieren van de moeder moesten adeldom bezitten.
- Kapelaans, de geestelijken werden onderverdeeld in:
  - Kapelaans met een commanderie. Deze geestelijken ("Cavalieri Sacerdoti") genoten een inkomen uit dit grondbezit en moesten de adeldom van grootvaders aan vaderszijde kunnen aantonen. De voorouders van vaderskant moesten ieder vijf generaties adeldom bezitten. Aan de moederszijde van de stamboom werden minder hoge eisen gesteld; de moeder moest van adel zijn en vier van de acht kwartieren van de moeder moesten adeldom bezitten.
  - Kapelaans van Obediëntie ("Cavalieri Serventi") die geen adeldom hoefden aan te tonen. Zij leefden in een klooster in Pisa.

Daarnaast nog:
- Dienende Broeders. Zij werden verdeeld in twee categorieën:
  - De "Dienende Gewapende Broeders" van de orde hadden dezelfde functie als de Dienende Ridders maar waren vrijgesteld van adelsproeven.
  - Dienende Broeders. Zij behoorden niet tot de Ridders van de orde.

### De graden van de orde in de 19e eeuw
De orde kende vijf graden en deze waren afhankelijk van het inkomen van de commanderij of commende. Opvallend genoeg bezat de orde geen Commandeurs, misschien omdat alle leden, met uitzondering van de kapelaans, een grote of kleine, soms ging het bij de Ridders van Gratie om meerdere kleine commenden, bezaten. Ook katholieke vreemdelingen, mits van adel, werden in de orde opgenomen wanneer zij een commanderij hadden gesticht.
Aan de adeldom werden strenge en ingewikkelde eisen gesteld waarbij de kwartieren aan de moederskant wederom minder zwaar telden dan die aan vaderskant.Burgerlijke (over)grootmoeders van moederszijde konden worden gedispenseerd. Merkwaardig was de bepaling dat men "niet van ketters af mocht stammen".
- Grootkruisen
- Priors met een inkomen van 20 000 scudi.
- Baljuws met een inkomen van 15 000 scudi.

Zij konden ook "Baljuw-Grootkruis" zijn.
- Ridders van Justitie(Cavalieri Graduati) met een inkomen van 10 000 scudi. Zij moesten voldoen aan de strenge adelsproeven zoals die in de 17e eeuw waren vastgelegd.

Zij konden ook Grootkruis van Justitie oftewel "Rechtsridder-Grootkruis" zijn.
- Ridders van Gratie (Cavalieri Semplici) met een inkomen van tussen de 42 en de 210 scudi. Deze Ridders werden ontheven van sommige of zelfs alle adelsproeven.

Verder waren er:
- Priesterlijke Ridders. Zij moesten de 17e-eeuwse adelsproef ondergaan.
- Kapelanen-Ridders van Obediëntie. Zij hoefden geen edelen te zijn.
- Dienende Broeders of "Tau".

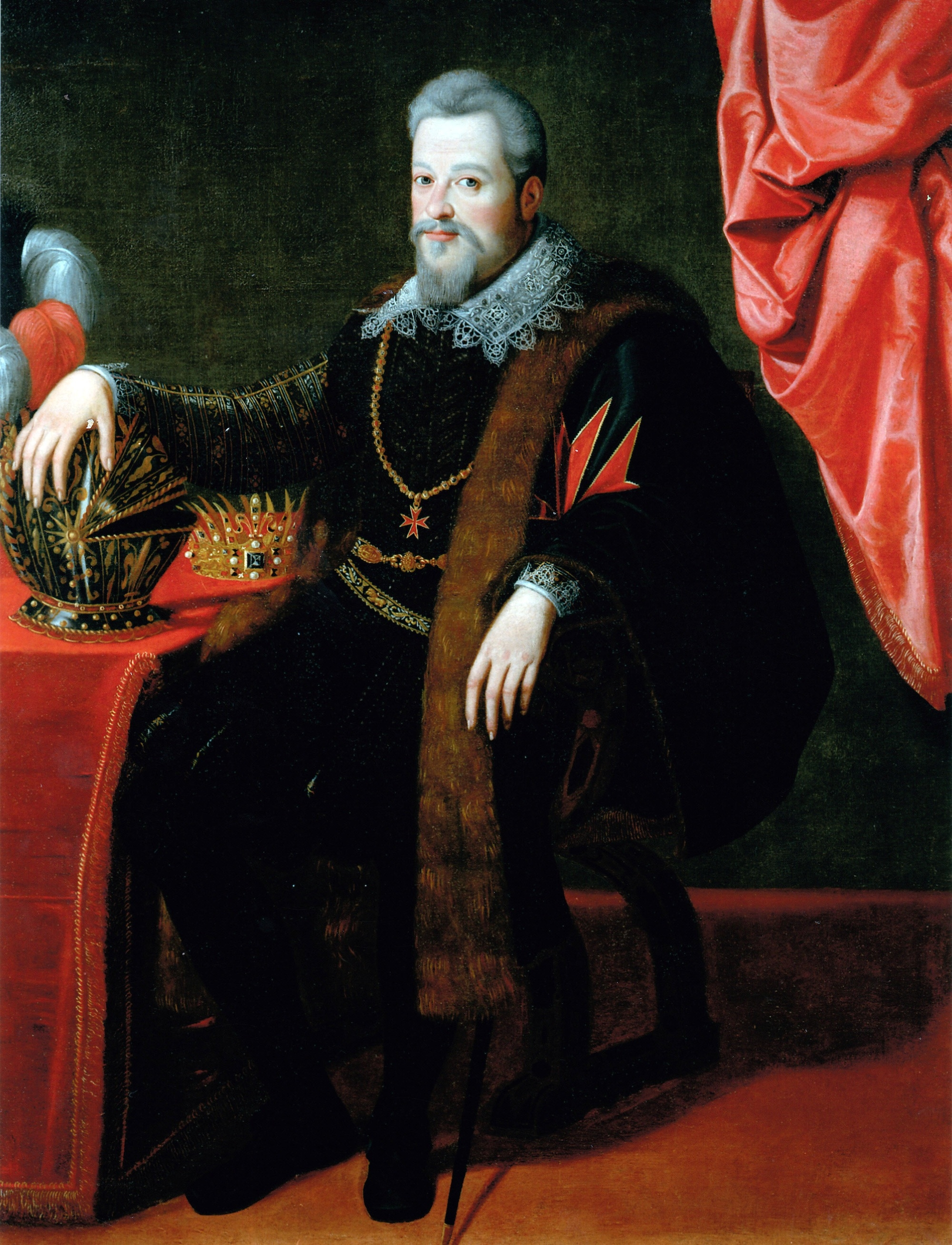
Grootmeester Ferdinando I de’Medici met het rode kruis op zijn mantel.

De Toscaanse Groothertog was Grootmeester van de orde.

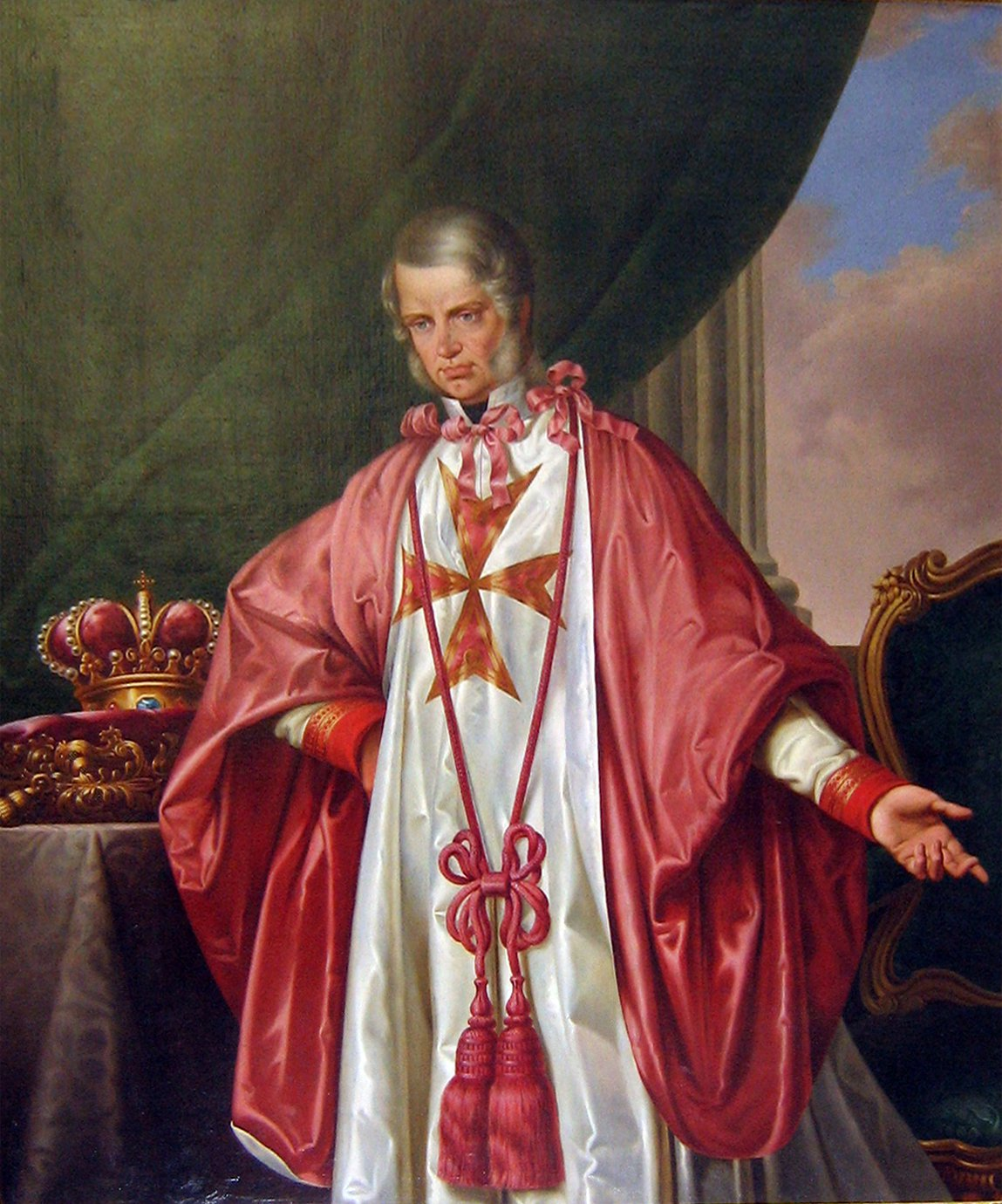
Leopold II van Toscane in de ordekleding

Bijzonder aan deze orde waren de vele commanderijen die als majoraatsgoederen ingebracht werden. Een landgoed werd door een familie aan de orde geschonken onder voorwaarde dat een zoon uit dat geslacht commandeur zou zijn en een groot deel van de inkomsten zou genieten. De zoon werd dan volgens de regels van het Salische eerstgeboorterecht opgevolgd. Ook zijlinies en geadopteerde zonen erfden de commanderijen die steeds, volgens de 18e-eeuwse statuten "ad perpetuam" dus "voor eeuwig", in de familie zouden blijven.
De Groothertog verleende aan adellijke geleerden, adellijke militairen, adellijke schrijvers en andere verdienstelijke edellieden de rang van Ridder van Genade. Zij kregen voor hun leven een commende met een klein inkomen maar werden niet opgevolgd door hun zoon.
In de 19e eeuw werd vastgelegd dat de commanderijen wél erfelijk waren maar het lidmaatschap van de orde niet automatisch werd verworven door opvolging in de rechten van een commende. Dochters konden ook nu niet opvolgen. Wanneer er geen mannelijke erfgenamen waren viel een commende aan de orde en kreeg de dochter levenslang een pensioen dat drie procent van de waarde van de commanderij bedroeg.

## De orde in het jaar 2007
De opnieuw opgebloeide orde heeft in augustus 2007 drieënzeventig leden wanneer we de twee op de rol vermelde dragers van medailles meerekenen.
- Grootmeester, Aarthertog Sigismund van Oostenrijk, Prins van Toscane.
- 8 Grootkruisen van Justitie (Italiaans: "Cavalieri di Gran Croce di Giustizia")
- 4 Geestelijke Grootkruisen (Italiaans: "Cavalieri Gran Croce Sacerdoti ")Onder hen is een kardinaal van de Romeinse curie.
- 2 Dames Grootkruis (Italiaans: "Dame di Gran Croce di Giustizia")
- 51 Rechtsridders (Italiaans: "Cavalieri di Giustizia")
- 1 Dame van Justitie (Italiaans: "Dame di Giustizia")
- 4 Geestelijke Ridders (Italiaans: "Cavalieri Sacerdoti")
- 1 Magistraal Kapelaan (Italiaans: " Cappellani Magistrali")
- 2 Gedecoreerden met de gouden Medaille van de Stephans-Orde (Italiaans: "Decorati della medaglia d'oro di benemerenza stefaniana")

De versierselen van de orde
Het achtpuntige gouden kruis is rood geëmailleerd. Als verhoging is de Toscaanse groothertogelijke kroon aangebracht en daarboven prijkt een gouden strik. In de armen van het kruis zijn gestileerde gouden lelies bevestigd. Het lint is helder rood.
De sterren zijn van goud en het kruis is daar op gouden stralen gelegd.
De kapelaans dragen grote rode kruisen van stof op hun soutanes en kunnen ook kleine zilveren kruisen dragen op korte zijden mantels.
Het bij kerkelijke plechtigheden gedragen ordekostuum, de "cappa magna" was een witte koormantel met rode armen. Dagelijkse dracht was een donkerblauw goudgeborduurd uniform met scharlaken kraag en omslagen. Daar hoorden gouden epauletten, sabel, knopen, bies op de broeknaad en sporen bij.
De militaire dracht was een wit goudgeborduurd uniform met scharlaken kraag en omslagen. Ook daar hoorden gouden epauletten, sabel, knopen, bies op de broeknaad en sporen bij.
Ook nu draagt de orde tijdens plechtigheden witte gewaden die met rood zijn afgezet.
Sinds 1961 erkent de Katholieke Kerk de Heilige Paus Stefanus niet meer als martelaar. De naam van de orde veranderde desondanks niet.

## Literatuur

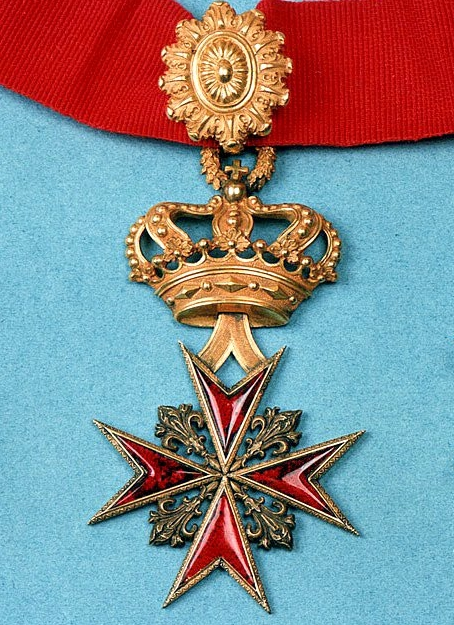
Kruis van een Rechtsridder, S.E. Domenico Serlupi Crescenzi Ottoboni, uit de 21e eeuw